# Froxfield
Froxfield – wieś w Anglii, w hrabstwie Wiltshire. Leży 41 km na północ od miasta Salisbury i 101 km na zachód od Londynu. W 2001 miejscowość liczyła 369 mieszkańców.